# Karrier
Karrier fue una marca británica especializada en la fabricación de vehículos a motor para servicios municipales, vehículos comerciales ligeros y trolebuses. Su fábrica, Karrier Works, estaba situada en Huddersfield, Yorkshire del Oeste. La empresa matriz original, Clayton and Co., Huddersfield, Limited, comenzó a producir vehículos con la marca Karrier a partir de 1908 en Queen Street South, Huddersfield. En 1920, H. Clayton transformó la sociedad Huddersfield de Clayton and Co en la empresa cotizada Karrier Motors, mientras mantenía separada la compañía Penistone, cuyo negocio de ingeniería mecánica y eléctrica Clayton & Co Penistone permanece activo en 2018.
En 1934 Karrier se convirtió en parte del Grupo Rootes, donde conservó su identidad de marca a pesar de que el negocio pasó a formar parte de la operación de vehículos comerciales Commer de Rootes. Karrier produjo autobuses así como otros vehículos para servicios municipales. En los años de la Segunda Guerra Mundial, destacó en la fabricación de trolebuses, notablemente su modelo Karrier 'W'.
El nombre de Karrier empezó a dejarse de utilizar cuando Chrysler compró Rootes en 1967. Finalmente, la marca desapareció a principios de los años setenta.

## Propietarios

### Clayton y Co
Herbert Fitzroy Clayton (1857-1935), un próspero fabricante de productos químicos, droguería y tintes, fundó en diciembre de 1904 la compañía Clayton & Co Huddersfield Limited, pasando a ser el propietario del negocio de ingeniería que había organizado de forma independiente a partir de 1899, cuando se independizó de la sociedad Dixon Clayton & Co. En 1908, se asoció con su segundo hijo, Reginald Fitzroy Clayton (1885-1964), y Clayton & Co comenzó a diseñar y fabricar vehículos Karrier con motor de gasolina (como los autobuses descubiertos denominados charabancs), que se convirtieron en su negocio principal. En 1920, mantuvo separado el negocio de ingeniería, Clayton & Co Penistone, del que retuvo el control, mientras que la empresa de fabricación de vehículos, Clayton & Co Huddersfield, se vendió a una compañía recién fundada cotizada en bolsa, denominada Karrier Motors Limited. En este momento, en la gama de productos figuraba:
Camiones, furgonetas, remolques y autobuses descubiertos.
Señales y detonadores antiniebla para el ferrocarril producidos por "Clayton Certainty Railway Fog Signal" (con talleres en Huddersfield, 68 Victoria Street, Londres SW1; y en Westhorpe, Penistone, Yorkshire), que permaneció con la empresa de ingeniería Clayton & Co Penistone.
Patentes sobre y para la fabricación (todavía pendiente de entrar en producción) del camión barredor y regador urbano Karrier, que facilitaba la limpieza de las calles de una manera económica.

#### Karrier Motors Limited

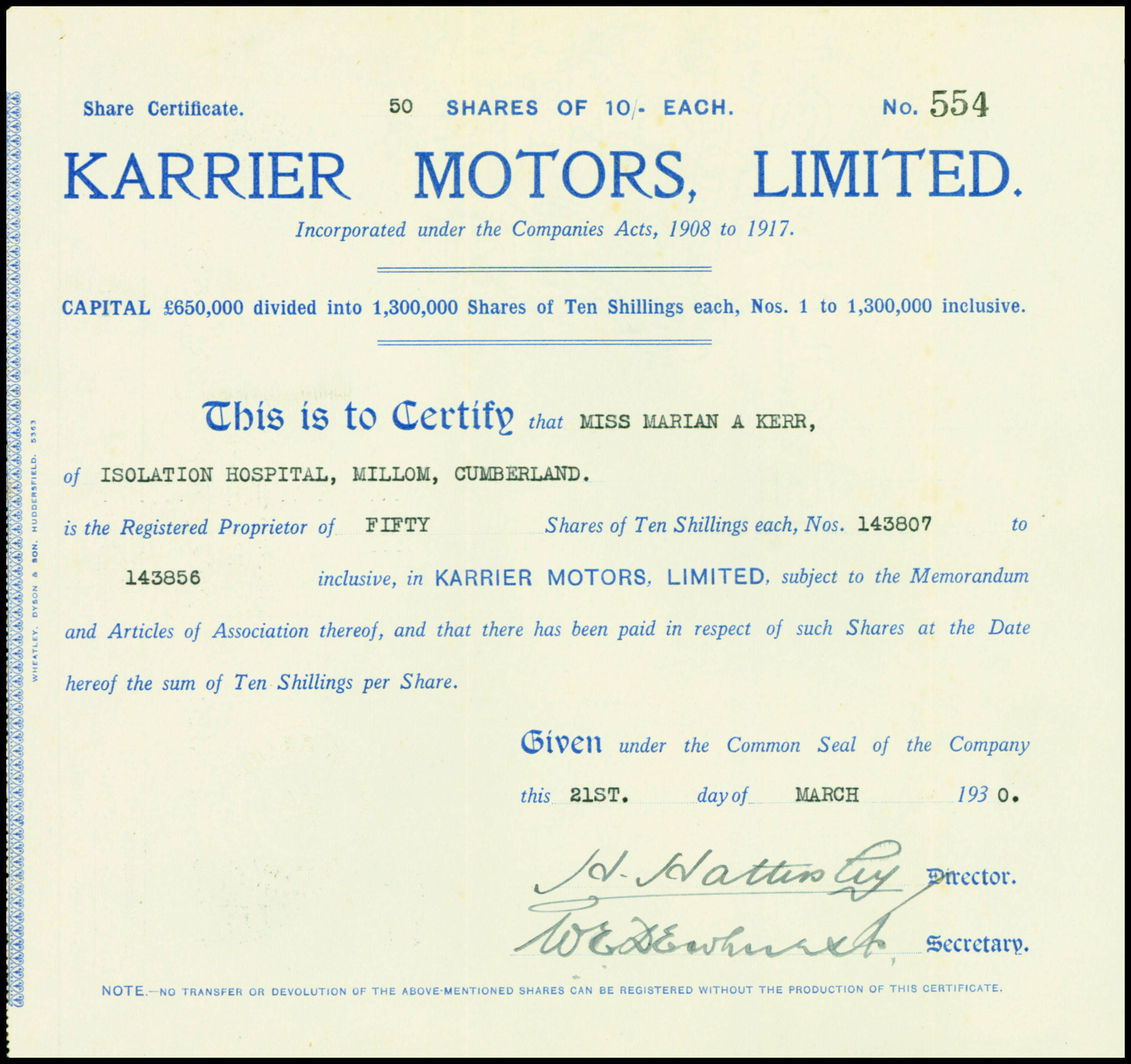
Participación de Karrier Motors Ltd, fechada el 21 de marzo de 1930

Karrier experimentó dificultades financieras y sufrió pérdidas sustanciales a finales de 1920.
Se acordó un plan para fusionar T.S. Motors Limited (Tilling-Stevens) con Karrier en agosto de 1932, pero fue descartado un mes después sin explicación. El siguiente agosto, en 1933, Karrier anunció con retraso que, bajo condiciones comerciales difíciles, había sufrido pérdidas sustanciales durante el ejercicio de 1932. A principios de junio de 1934, Karrier entró en suspensión de pagos, aunque también se anunció que continuaría la actividad mientras se completaban las "negociaciones". Finalmente, la compañía fue comprada por el Grupo Rootes.

### Grupo Rootes
Rootes Securities, a través de sus compañías parcialmente subsidiarias, adquirió Karrier en agosto de 1934, cuando el número de empleados había caído a 700. Rootes cerró la operación de Huddersfield y cambió la producción a la factoría de Commer en Luton, pero la fabricación de trolebuses se trasladó a Moorfield Works, Wolverhampton, donde los diseños de Karrier debían construirse junto con los trolebuses de Sunbeam Commercial Vehicles. Tilling Stevens eventualmente se uniría al Grupo Rootes en 1950.

#### Dodge (Reino Unido)
Dodge, entonces un constructor líder de camionetas ligeras en Estados Unidos, comenzó en 1922 a llevar componentes para ensamblar en Park Royal, Londres. Dodge Brothers se convirtió en una filial de Chrysler Corporation en 1928, y la producción de camiones se trasladó a la planta de automóviles de Chrysler en Kew. Los Dodges construidos allí eran conocidos como "Dodge Kews" y los automóviles (en parte de origen canadiense) construidos junto a ellos, como "Chrysler Kews". Durante la Segunda Guerra Mundial, esta fábrica fue parte de las Factorías en la sombra británicas, dedicándose al ensamblaje de aviones Handley Page Halifax. La producción de camiones Dodge (algunos vehículos adoptaron las marcas Fargo o De Soto) se fusionó con Commer y Karrier en Dunstable en 1965. Los Archivos Nacionales del Reino Unido se encuentran ahora en el emplazamiento de la planta de Chrysler.

#### Vehículos Chrysler Kew de los años 1930

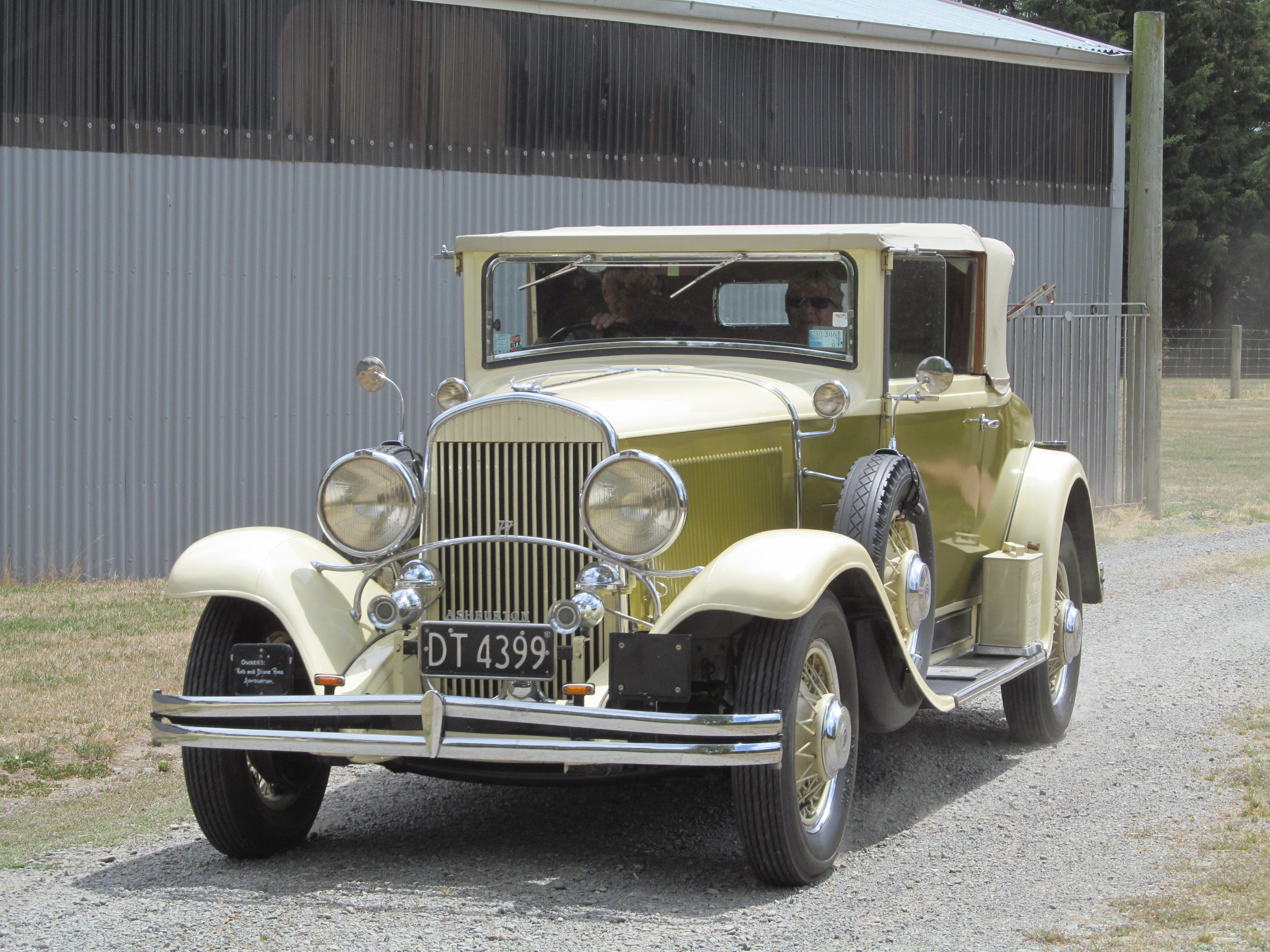
Chrysler cupé (1930)
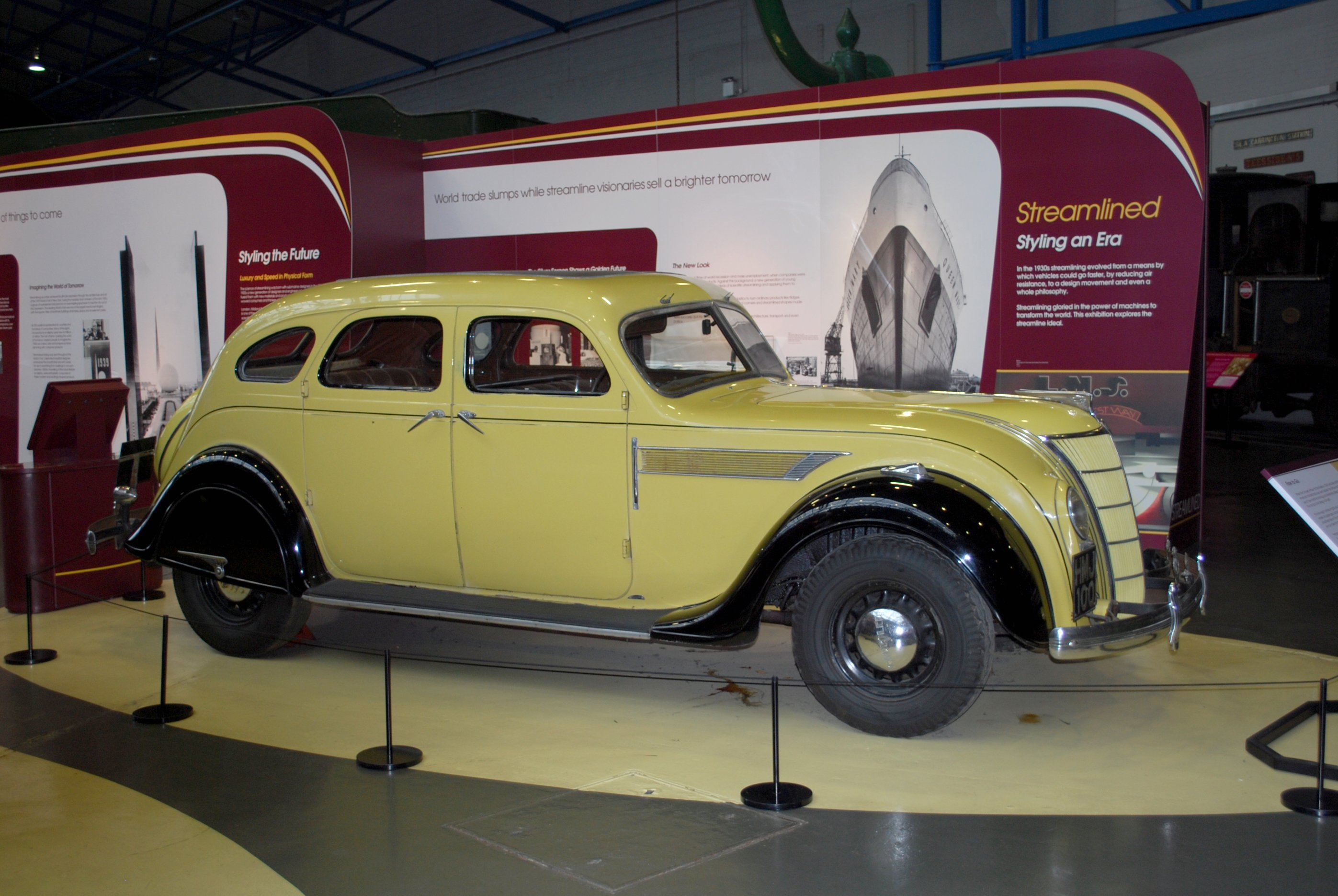
Chrysler Heston (1937)
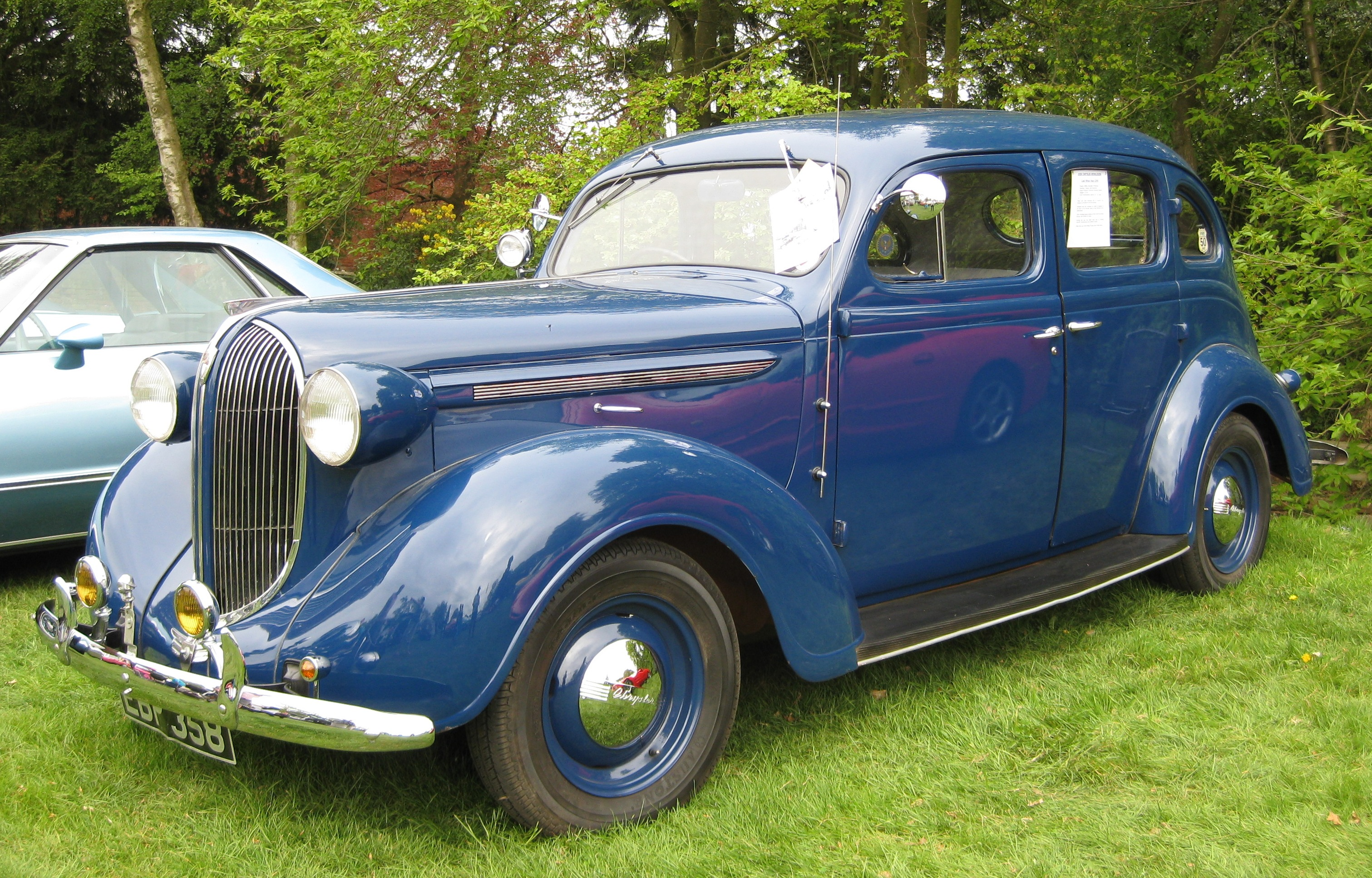
Chrysler Wimbledon (1938)
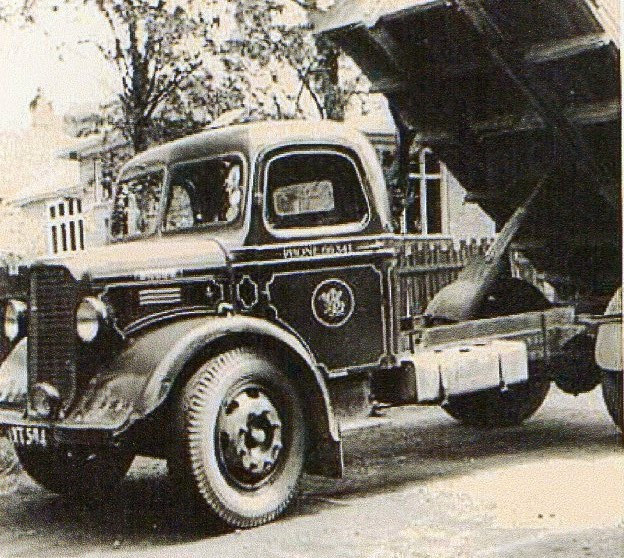
Dodge Kew volquete

### Chrysler Europa
En 1970, el Grupo Rootes había sido absorbido (en etapas) por Chrysler Europe, con el apoyo del Gobierno del Reino Unido, que estaba desesperado por apoyar a la debilitada industria del motor británica. La marca Dodge (también utilizada por Chrysler en los EE. UU.) comenzó a tener prioridad en todos los modelos comerciales. El último vestigio de Karrier probablemente se mantuvo en los Dodge 50 Series, que comenzaron su andadura con el nombre Dodge, pero con una placa VIN (número de identificación del vehículo) de Karrier Motor Company.

#### Peugeot y Renault
Chrysler finalmente se retiró de las operaciones del Reino Unido y vendió el negocio a Peugeot. El nuevo propietario tenía poco interés en los camiones pesados y la fábrica se vendió a "Renault Véhicules Industriels", (entonces parte de Renault aunque después pasó a ser propiedad de AB Volvo). La compañía conjunta usó el nombre de Karrier Motors Ltd, aunque los vehículos se comercializaron con emblemas de Renault y se vendieron a través de los distribuidores de Renault Trucks. 
Renault había estado interesado en asegurar una operación para fabricar en el Reino Unido los motores de sus propios modelos, e hizo relativamente poco para comercializar o desarrollar los diseños británicos, favoreciendo la gama francesa existente como la Renault Master. El final del nombre de Karrier no podía estar lejos; finalmente, Renault rompió relaciones con Peugeot[cita requerida] e introdujo la denominación Renault Truck Ind. o Renault Vehicles Ind. en las placas de identificación de sus vehículos.
La marca registrada Karrier todavía está en poder de Peugeot, y no es raro que las marcas de los vehículos sean reutilizadas.

## Productos

### Tractores ligeros

#### Colt

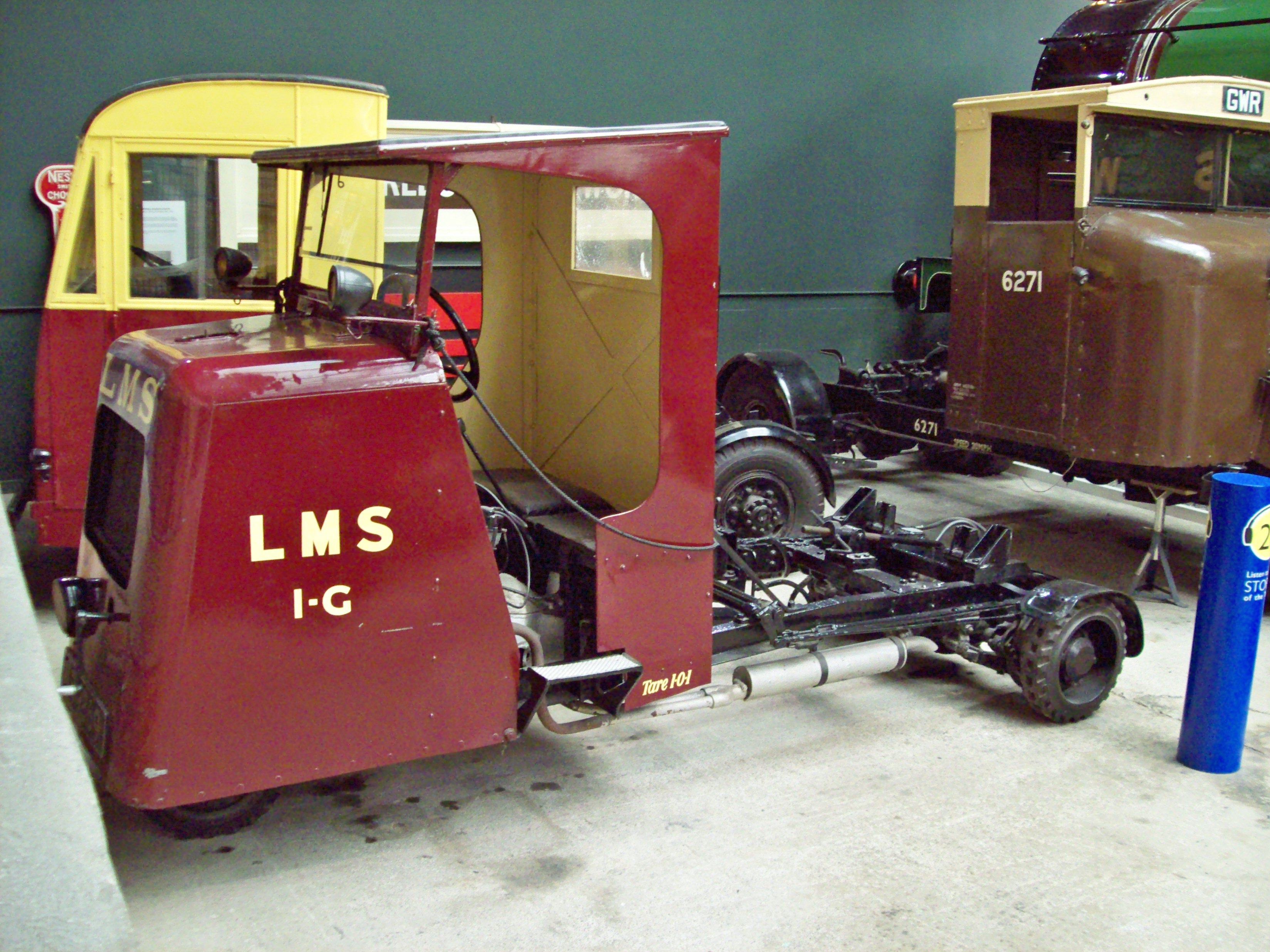
Cob, caballo mecánico (National Rail Museum, York)

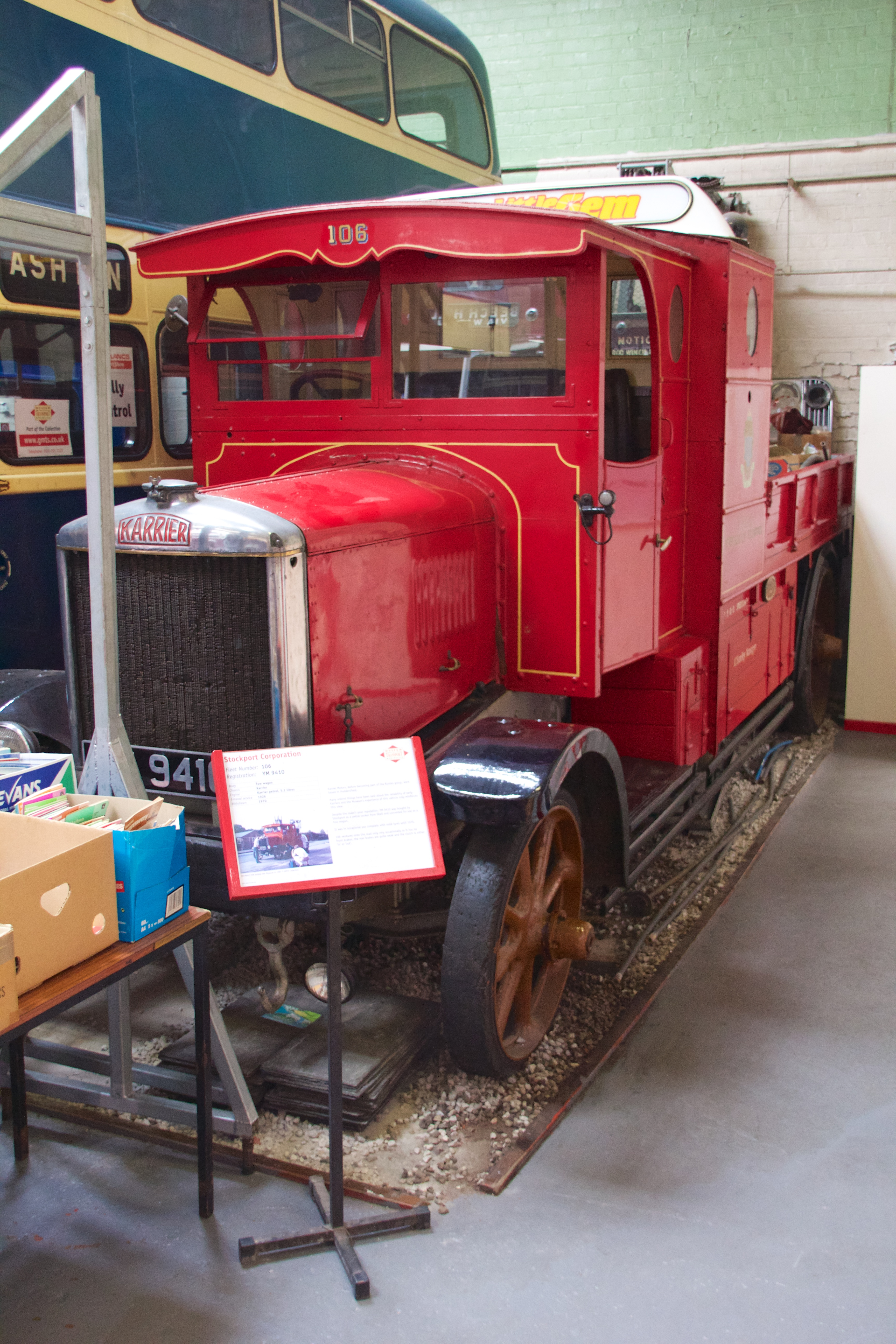
Grúa de la Stockport Corporation, en servicio desde 1926 hasta 1970

En 1929, Karrier comenzó la producción del triciclo "Colt" como un chasis de carro de la basura para la Huddersfield Corporation. En 1930, se convirtió en el tractor "Cob" para transportar remolques de carretera para el London, Midland and Scottish Railway.
Posteriormente, en 1933, Scammell produjo su propio Scammell Mechanical Horse, diseñado por Napier.
A mediados de la década de 1930, la gama "Cob" se complementó con el "Bantam" de cuatro ruedas.

#### Cob
Descrito por los periódicos, citando a Karrier, en 1930 como un caballo mecánico, el pequeño tractor "Cob" fue diseñado por J. Shearman, ingeniero de motores del ferrocarril London, Midland and Scottish Railway. Sus ruedas pequeñas le permiten girar en espacios reducidos y maniobrar más fácilmente en el tráfico. Las ruedas delanteras se levantan del suelo cuando se acopla el tractor y más adelante se clasificó como un vehículo articulado. Era capaz de llevar una carga de tres toneladas a casi 30 km/h, y podía subir pendientes de hasta el 12,5 %. Los tractores de producción propulsados por motores Jowett se exhibieron en el estand de Karrier en el Salón del Motor organizado en el pabellón Olympia de Londres. También se mostró un Karrier "Cob" Major, un tractor de tres toneladas sobre tres ruedas.

### Ro-Railer
El Ro-Railer de Karrier era un autobús capaz de funcionar tanto en carretera como sobre las vías del tren, destinado a pueblos y aldeas alejados del ferrocarril. También fue diseñado por J. Shearman, ingeniero de motores del London, Midland and Scottish Railway. Fue inaugurado por el presidente y la junta directiva de la compañía ferroviaria en enero de 1931, viajando entre Redbourn y Hemel Hempstead.
Aunque no fue un éxito, el ferrobús de Karrier parecía un autobús normal, y podía cambiar de la carretera a la vía tardando entre 2½ y 5 minutos. Con un motor de seis cilindros y carrozado por Craven, podía superar los 80 km/h. Se dice que fue muy áspero de conducir: funcionó en 1930 y 1931 en la línea ferroviaria conjunta Stratford-on-Avon and Midland. Finalmente se convirtió en un vehículo utilizado para transportar balasto en la West Highland Line.

### Trolebuses
En 1925, Karrier se convirtió en el primer fabricante británico en producir un vehículo de pasajeros de tres ejes, ayudado por la disponibilidad de neumáticos más grandes, y en 1926, firmó un acuerdo con Clough, Smith & Co. Ltd. para producir el trolebús 'Karrier-Clough', que comercializaría Clough. Este acuerdo continuó hasta 1933, cuando Karrier comenzó a comercializar sus propios trolebuses. A pesar de recibir pedidos múltiples en 1933 y 1934, Karrier entró en suspensión de pagos, lo que llevó a Humber a tomar posesión en 1934, convirtiéndose en parte del Grupo Rootes. La fabricación del trolebús se trasladó a la fábrica de Sunbeam (subsidiaria de Rootes) en Wolverhampton, donde continuó hasta la Segunda Guerra Mundial. Durante el periodo bélico, cuando se autorizaba la producción, solo se fabricaba un modelo, el W4, que podía ser identificado como Sunbeam o Karrier. En la posguerra, la producción continuó brevemente antes de que se vendiera la sección de los trolebuses de la empresa a Brockhouse en 1946.

### Productos del Grupo Rootes

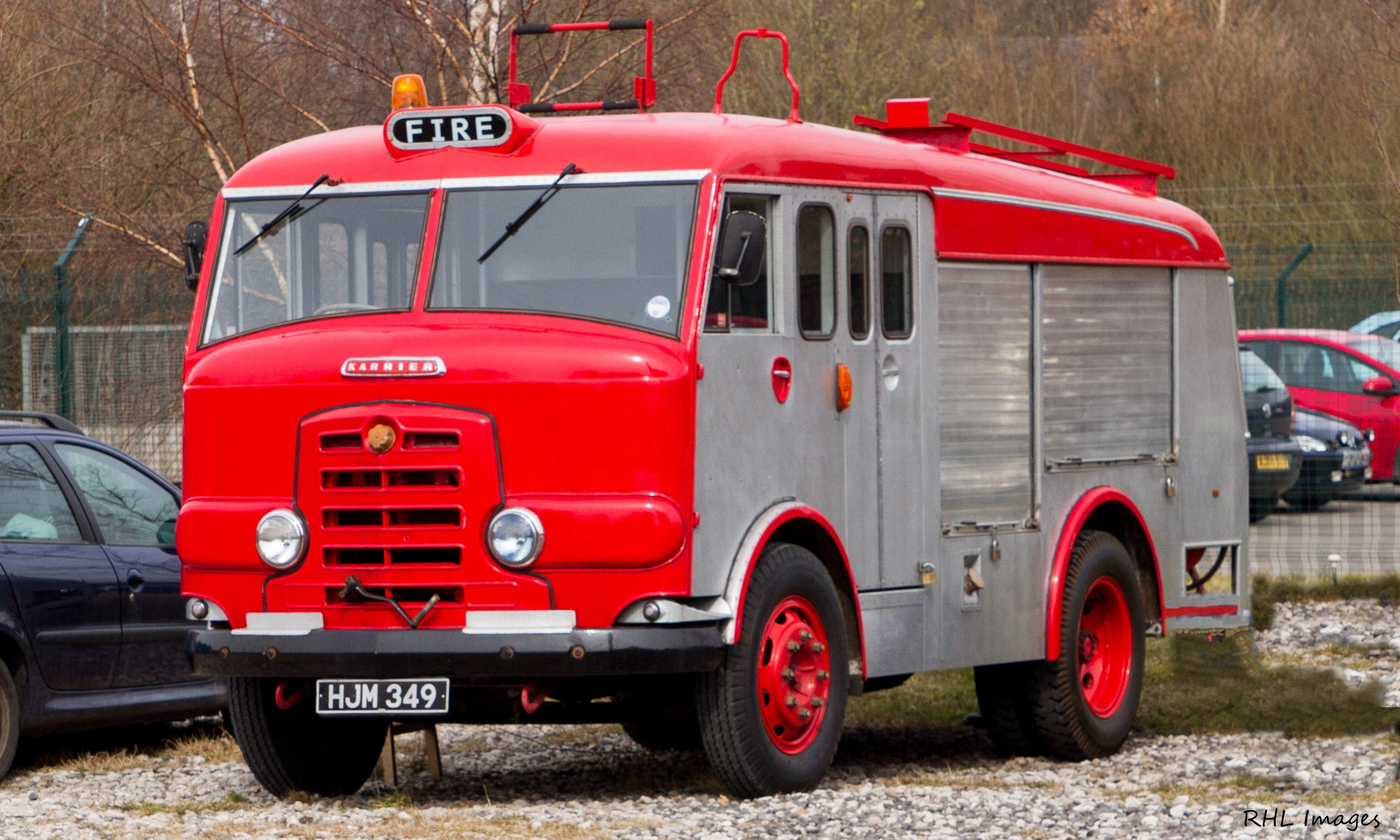
1961 Cisterna Gamecock

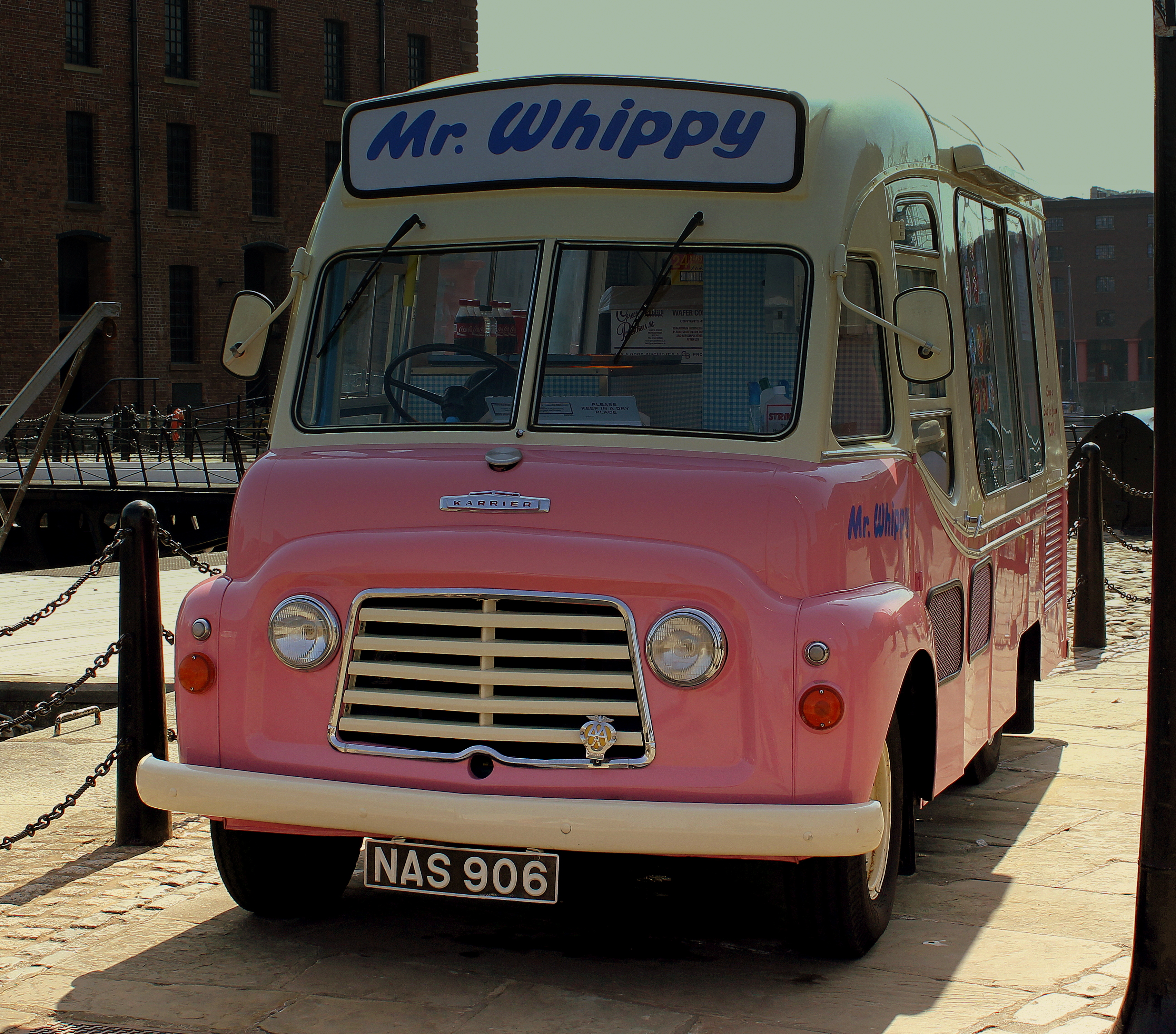
Camioneta Karrier de 1961, pintada con los colores de los Helados Mr. Whippy (Albert Dock, Liverpool, mayo de 2013)

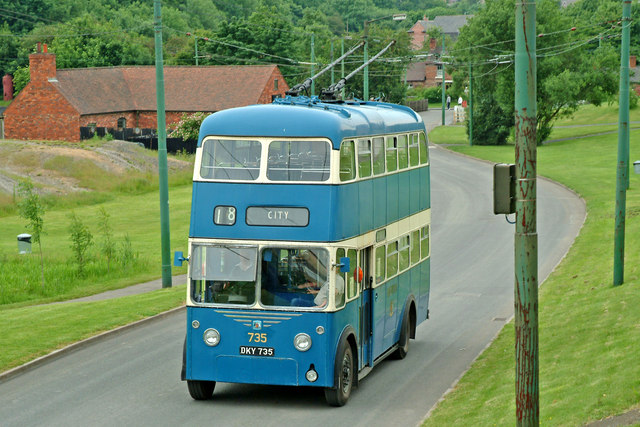
Trolebús Bradford 735 (1946), en el Black Country Living Museum

A finales de la década de 1950 y en la de 1960, algunos vehículos Karrier fueron equipados con el motor diésel de dos tiempos y dos pistones por cilindro, el Rootes TS3. Otros propulsores utilizados en este período incluyen los motores de gasolina Humber Hawk de cuatro cilindros (levas en el bloque y OHC), Humber Super Snipe de seis cilindros (levas en el bloque y OHV) y motores diésel Perkins.
En Luton, los únicos diseños heredados de la época anterior eran el chasis de tres ruedas y el del trolebús de seis ruedas.
El negocio de trolebuses se integró con el de Sunbeam Commercial Vehicles Limited, tras la compra de Sunbeam por parte del grupo Rootes. En 1946 J. Brockhouse and Co Limited de West Bromwich, el grupo de ingeniería, compró Sunbeam Commercial Vehicles, pero vendió la parte del negocio dedicada a los trolebuses a Guy Motors en septiembre de 1948.
Bajo la propiedad de Rootes, los camiones Karrier eran generalmente de menor tamaño que los de su filial, la marca Commer, con los modelos "Bantam" con ruedas de 13 pulgadas y "Gamecock" con ruedas de 16 pulgadas, para dar una altura de carga más baja. Fueron diseñados para las administraciones locales y sus variadas aplicaciones, incluidos los volquetes de mantenimiento de carreteras, los vehículos de recogida de basuras y las camionetas de mantenimiento del alumbrado público. Los camiones y chasis de Karrier también se construyeron para operadores aeroportuarios y aerolíneas para el manejo de equipajes, suministro de agua y servicios sanitarios.

#### Chasis
Chasis de camiones o autobuses
- A/40-110 cwt tipo (1908–)
- B/20-110 cwt tipo (1910–)
- C tipo (1922–34)

C 14-asientos o 30 cwt (1922, 1924–5)
CK3 3 ton RSC barredor (c.1937)
CK6 3 ton RSC barredor (c.1937)
CX 40 cwt (1922) limpieza
CY 40 cwt limpieza o 20 asientos (1924–27)
CY1 (1925–)
CY2 40cwt (1928–31) carga baja
Victor 65cwt (1932)
CY3 volquete manual
CVR 50-65cwt (1930–34) carga baja
CYR 60 cwt (1934) recogida de basura
CYS 40 cwt
CWY 60 cwt (1926–31)
Protector 75/80cwt (1932–34)
CL 20/29 asientos 60 cwt e.g. Norfolk (1926)
CY6 50cwt (1926)
CL4 30, 26, 26/29 asientos (1927–29)
CL6 30 asientos (1928)
CV5 32 asientos (1928)
CV6 6-ruedas, cuerpo rígido 65 cwt chasis (1926–)
CL R-6WH 30 asientos (1927)
- K (control delantero) y SK (side) tipo (1922–33)

K1 60/65cwt or 28–45 asientos (1922–23)
SK1 60/65cwt (1922–23)
K2 70/75/80 cwt (1922–24)
SK2 70/75/80cwt (1922–24)
K3 60 cwt or 28–54 asientos (1922–25)
SK3 33/35 asientos (1922–25)
K4 80/90cwt (1922–27)
SK4 80cwt (1922–25)
K5 100/110/120 cwt (1922–31)
SK5 100/110cwt (1922–25)
Consul 155cwt (1932–34)
Carrimore 10/12 ton, e.g. en chasis K5 (c.1936)
KL 30/32 asientos 5 ton e.g. Stafford (1926)
K6 tractor 12 ton (1927–31)
K7 7 ton (1928–31)
KW6 8 ton (1929)
KWR6 8/9 ton (1930–33)
KWF6 8/10 ton (1930–33)
- J type (1924–29)

JH 60/65/70 cwt (1924–27)
JK 30/32 asientos 75 cwt e.g. Durham (1926)
JKL 52 or 32 asientos (1927–28)
JKL FC 32 asientos (1929)
- H 18–25 asientos o 50 cwt (1922–25)
- Z 20/25 cwt (1925–27)

ZX 30 cwt or 20 seat, e.g. Devon (1926–29)
ZX2 24 asientos (1927)
- WD 2 ton (1924–26)
- GH4 80/95cwt (1928–33)

GH5 FC 80/100/120cwt (1929–33)
Colossus 220/265cwt (1932–34)
Falcon 3 ton (1934)
Defender 5 ton (1934)
Elector 6 ton (1934)
Autocrat 6 ton (1934) tracción delantera
Democrat 5 ton (1934)
Chasis de autobús
WL6 6-ruedas chasis rígido, 5 ton, 28 pasajeros o 54 con dos pisos
DD6 varios modelos de autobús (1929–31)
WO6 varios modelos de autobús (1929–31)
RM6 100/120cwt (1931–32)
FM6 100/120cwt (1931–34)
TT tractor 12 ton (1931–33)
Cutter 20 asientos 4-ruedas (1928–32)
Coaster 28 asientos 4-ruedas (1928–35)
Chaser 4 26/35 asientos 4-ruedas (1928–32)
Chaser 6 26 asientos (1930–5)
Clipper 40 asientos 6-ruedas (1928–31)
Consort 68 asientos 6-ruedas (1928–34)
Monitor 50 asientos 4-ruedas dos pisos (1929–34)
Chasis de trolebús
- Trolley Bus (1935–)

EA3 32-4 asientos un piso 4-ruedas ()
E4L 326 asientos un piso 4-ruedas light-eight ()
E4S 32 asientos un piso 4-ruedas ()
E4 56 asientos dos pisos 4-ruedas ()
E6 Clough 60 asientos dos pisos 6-ruedas ()
E6A 70 asientos dos pisos 6-ruedas ()
W4 dos pisos 4-ruedas ()
Furgonetas
- Colt

Colt 2 ton 3 ruedas tractor o RSC (1930–4)
Colt Major 4 ton 3 ruedas tractor (1930–4)
Colt (1937–39)
- Cob

Cob 50/60 cwt 3 ruedas tractor (c.1930)
Cob Junior 4 ton 3 ruedas tractor o camión barredor (1935-9)
Cob Major 4 ton 3 ruedas tractor
Cob Senior 6 ton 3 ruedas tractor o camión barredor (c.1937)
Cob Six 6 ton 3 ruedas tractor (1934)
- Gamecock

Gamecock E-series 3–4 ton 6-cilindros (1950–)
Gamecock 14 asientos minibús y ambulancia (1954–)
Karrier-Walker 12 asientos bus (1958–)
Karrier-Dennis Ambulancia (1962–)
Ramillies recogida de basuras (1962–)
Karrier camioneta de helados (c.1962)
- Bantam

Bantam 50cwt (1933–34, 36–40)
Bantam RSC barredor (1933–39)
Bantam F-series 2–3 ton (1948–63)
Bantam FA-series 3–5 ton (1948–63)
Bantam 4–5 ton tractor (1956–)
Bantam volquete (1958–)
Bantam FB-series 3 ton (1972–)

## Modelos a escala y moldeados a presión
- Meccano Ltd "Dinky Toys"; No. 33a, (producción 1935 a 1940), "Caballo mecánico", aproximadamente a escala 1:48. Varios remolques diferentes estaban disponibles.[29]
- Lesney Products "Matchbox" Series; No. 37, (producción de 1956 a 1966), Karrier Bantam de 2 toneladas "Coca-Cola Lorry", aproximadamente a escala 00.[30]
- Serie de productos "Matchbox" de Lesney Products; No. 38, (producción de 1957 a 1963), Karrier Bantam "Camión de la basura", aproximadamente a escala 00.[30]
- Corgi produjo varios modelos basados en los Karrier Bantam entre 1957 y 1967, incluyendo tiendas móviles, furgonetas de helados (algunas musicales) y camionetas de reparto, aproximadamente a escala 0 (1:44).[31]